# Mario Castelnuovo-Tedesco
Mario Castelnuovo-Tedesco (ur. 3 kwietnia 1895 we Florencji, zm. 16 marca 1968 w Beverly Hills) – włoski kompozytor i pianista.

## Życiorys
Studiował w Conservatorio Luigi Cherubini we Florencji, gdzie uczył się kompozycji u Ildebrando Pizzettiego i gry na fortepianie u Edgarda Del Valle de Paza. Zaczął komponować w wieku 15 lat, początkowo utwory fortepianowe o charakterze programowym, później także pieśni solowe i chóralne. Koncertował w Rzymie i Wiedniu. Interesował się poezją różnych narodów, znajdując w niej częste źródło inspiracji, napisał m.in. pieśni do dramatów Szekspira. Opera La Mandragola z 1925 roku zapewniła mu zwycięstwo w Concorso Lirico Nazionale i spotkała się z gorącym przyjęciem na premierach w Wenecji i Wiesbaden. W latach 30. zwrócił swoją uwagę z muzyki wokalno-instrumentalnej w kierunku muzyki czysto instrumentalnej.
W 1939 roku, w związku z narastającą falą antysemityzmu, wyemigrował do USA. Początkowo mieszkał w Larchmont w stanie Nowy Jork, później osiadł w Beverly Hills. W 1946 roku otrzymał obywatelstwo amerykańskie. W tym samym roku objął klasę kompozycji w konserwatorium w Los Angeles. Pisał w tym okresie monumentalną muzykę o charakterze oratoryjno-kantatowym, wraz z innymi kompozytorami uczestniczył w tworzeniu kantaty Genesis. Komponował również muzykę filmową. Utrzymywał bliskie kontakty z rodzinnym krajem, opera Il mercante di Venezia zwyciężyła w Concorso Compari, rozpisanym w 1958 roku przez mediolańską La Scalę.

## Twórczość
Tworzył w tradycji XIX-wiecznej muzyki włoskiej, pozostając odległy wobec awangardowych prądów takich jak dodekafonia, neoklasycyzm czy ekspresjonizm. Łączył elementy muzyki europejskiej z motywami orientalnymi, głównie hebrajskimi, a podczas pobytu w USA także jazzu i muzyki amerykańskiej.
Skomponował m.in. 12 zeszytów pieśni do tekstów sztuk Szekspira (1921–1926), opery La Mandragola (1926) i All’s Well That Ends Well (1959), operę kameralną The Importance of Being Earnest (1962), balety The Octoroon Ball (1947) i Naomi and Ruth (1947), Rapsodię hebrajską (1927), 9 uwertur, 3 koncerty skrzypcowe, 2 koncerty fortepianowe, koncerty gitarowy i wiolonczelowy, Rapsodię amerykańską (1943). W 1957 roku opublikował autobiografię A Life of Music.